# Gianmaria Testa

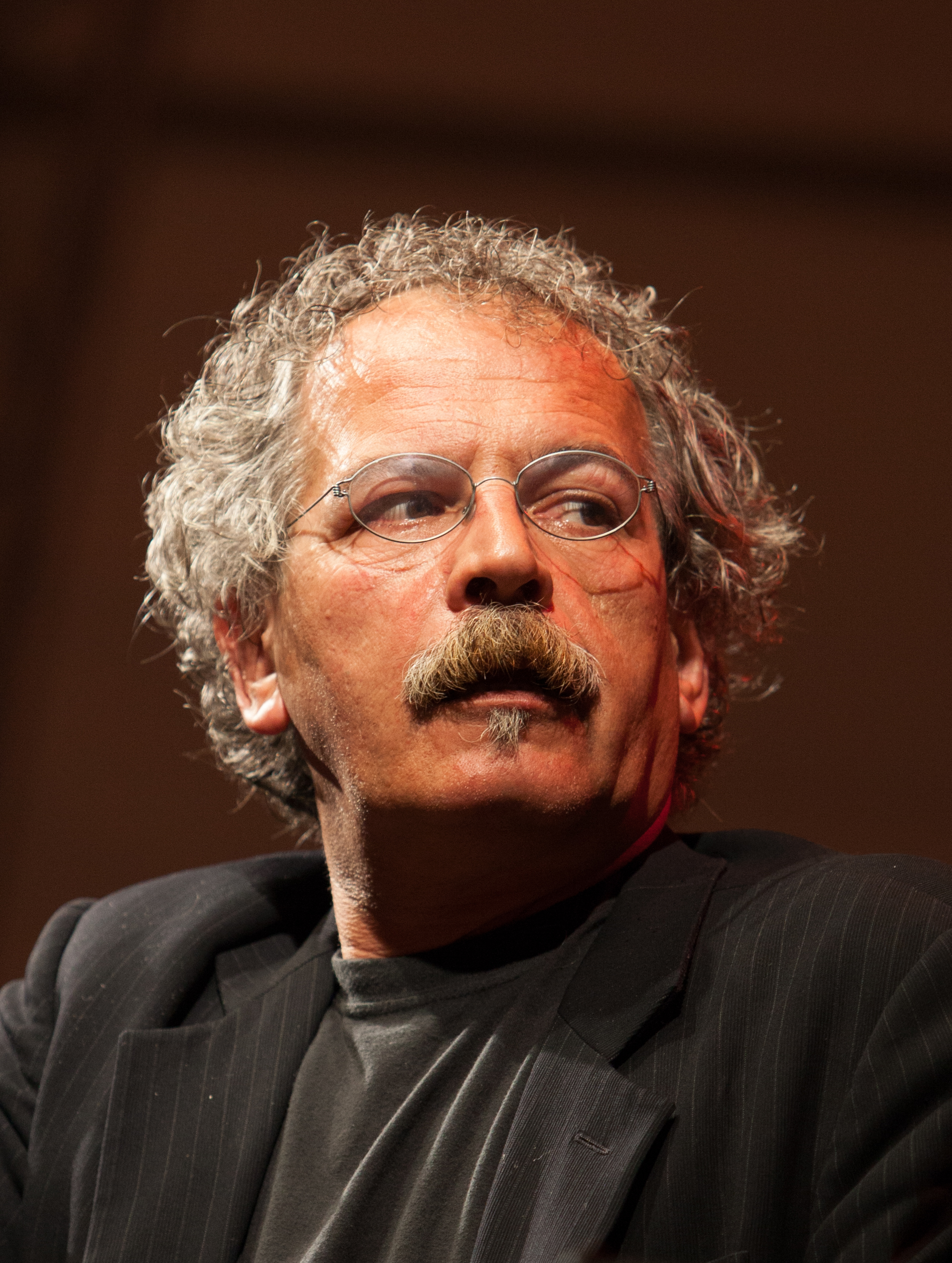
Gianmaria Testa beim TFF Rudolstadt 2013

Gianmaria Testa (* 17. Oktober 1958 in Cavallermaggiore, Provinz Cuneo; † 30. März 2016 in Alba, Piemont) war ein italienischer Cantautore.

## Leben
Testa war der Sohn einer Bauernfamilie, in der alle Familienmitglieder sangen. Er beschäftigte sich autodidaktisch mit Musik, und nachdem er Gitarre spielen gelernt hatte, begann er zu komponieren. Selbst nach Beginn seiner musikalischen Karriere arbeitete er bis 2007 als Eisenbahner, zuletzt als Stationsvorsteher des Bahnhofs Cuneo.
Gianmaria Testas sanfter und melancholischer Stil bewegt sich zwischen dem eines klassischen Cantautore, Jazz und Folk. Seine poetische Sprache ist knapp und präzise und laut eigener Aussage von der Expressivität der Gedichte Giuseppe Ungarettis und der Skulpturen Alberto Giacomettis geprägt. Die Themen seiner Lieder ranken sich oft um Einsamkeit, Ferne, verlorene und wiedergefundene Liebe.
Auftritte hatte Testa nicht nur in seiner Heimat Italien, sondern besonders in Frankreich, aber auch in den USA und in Japan. In Deutschland wurde er vor allem durch sein Album Il valzer di un giorno bekannt.
Im Mai 2015 gab er bekannt, dass er an einem inoperablen Tumor leide. Im Jahr darauf starb er 57-jährig an den Folgen seiner Krankheit. Er hinterließ seine Frau Paola Farinetti, eine ehemalige Kulturstadträtin in Alba und Musikproduzentin, sowie einen Sohn.
Die Reportage Der Penny-Markt auf der Reeperbahn aus dem Jahr 2007 verwendete Gianmaria Testas Lied Gli Amanti Di Roma.
In den Verfilmungen der Marthaler-Kriminalromane von Jan Seghers hört der italienische Forensiker Carlo Sabato (gespielt von Claudio Caiolo) sowohl bei der Obduktion von Leichen als auch in seinem italienischen Restaurant, das er noch nebenbei betreibt, fast immer Lieder von Gianmaria Testa.

## Diskografie
Alben
- 1995: Montgolfières (Harmonia Mundi-Le Chant du Monde)
- 1996: Extra-Muros (Warner)
- 1999: Lampo (Warner)
- 2000: Il valzer di un giorno, mit fünf von Testa vorgetragenen Gedichten von Pier Mario Giovannone (Harmonia Mundi/IRD)

| Jahr | Titel Musiklabel                                      | Höchstplatzierung, Gesamtwochen, AuszeichnungChartsChartplatzierungen (Jahr, Titel, Musiklabel, Platzierungen, Wochen, Auszeichnungen, Anmerkungen) | Anmerkungen                                                      |
| Jahr | Titel Musiklabel                                      | IT | Anmerkungen                                                      |
| ---- | ----------------------------------------------------- | --- | ---------------------------------------------------------------- |
| 2003 | Altre latitudini Harmonia Mundi/IRD                   | IT47 (2 Wo.)IT |                                                                  |
| 2006 | Da questa parte del mare Harmonia Mundi/IRD           | IT21 (16 Wo.)IT | Erstveröffentlichung: 12. Oktober 2006                           |
| 2009 | Solo dal vivo Produzioni Fuorivia/EGEA/Harmonia Mundi | IT48 (8 Wo.)IT | Erstveröffentlichung: 19. Januar 2009 Livealbum                  |
| 2011 | Vitamia Harmonia Mundi-Le Chant du Monde              | IT23 (5 Wo.)IT | Erstveröffentlichung: 13. September 2011                         |
| 2013 | Men at Work Produzioni Fuorivia/EGEA/Harmonia Mundi   | IT68 (4 Wo.)IT | Erstveröffentlichung: 14. Oktober 2013 Livealbum                 |
| 2017 | En studio                                             | IT49 (2 Wo.)IT | Erstveröffentlichung: 24. März 2017 Boxset mit allen Studioalben |
| 2019 | Prezioso                                              | IT13 (3 Wo.)IT | Erstveröffentlichung: 18. Januar 2019                            |

## Film
- Bella Italia. Lieder und Landschaften. Gianmaria Testa und das Piemont. Dokumentarfilm, Deutschland, 2005, 28:20 Min., Buch und Regie: Petra Reinfelder, Produktion: Bayerischer Rundfunk, Reihe: Bella Italia: Lieder und Landschaften – L’Italia dei cantautori.[7]